# Tecnologia alimentare
La tecnologia alimentare è la scienza alimentare che si occupa della selezione, conservazione, lavorazione, confezionamento, distribuzione ed utilizzo di alimenti sicuri, nutrienti e salutari.
Gli scienziati alimentari possono sviluppare modalità di lavorazione, di conservazione, di confezionamento o di immagazzinamento di prodotti alimentari in accordo con specifiche norme dell'industria e del governo.
I consumatori di rado pensano all'enorme numero di alimenti ed alla ricerca e allo sviluppo tecnologico che hanno condotto agli strumenti per ottenere cibi gustosi, nutrienti, sicuri ed idonei.

## Storia iniziale della tecnologia alimentare
Lo sviluppo da parte di Nicolas Appert nel 1810 del procedimento di inscatolamento, fu un evento decisivo. Appert non conosceva il principio su cui si basava il suo procedimento, ma esso ha avuto un'importanza fondamentale sulle tecniche di conservazione degli alimenti.
La ricerca di Louis Pasteur sull'alterazione del vino e la sua descrizione su come evitare l'alterazione, nel 1864 fu un primo tentativo di dare una base scientifica alla tecnologia alimentare. Per questo motivo Pasteur effettuò studi sulla produzione di alcool, aceto, vini e birra e sull'acidificazione del latte. Egli sviluppò la pastorizzazione, il procedimento di riscaldamento del latte e dei derivati del latte per distruggere gli organismi agenti dell'alterazione degli alimenti e causa di affezioni. Pasteur divenne il pioniere della batteriologia e della moderna medicina preventiva.
Dagli anni quaranta agli anni cinquanta del 1900, i quattro dipartimenti originari che avevano insegnato la materia con nomi diversi (inclusi quelli all'Università del Massachusetts e all'Università della California) furono rinominati scienza alimentare, o altre varianti simili.

## Sviluppi nella tecnologia alimentare
Molte aziende nell'industria alimentare hanno contribuito notevolmente alla disponibilità di alimenti.
Alcuni di tali sviluppi sono:
- polvere di latte istantaneizzata - D.D.Peebles sviluppò la prima polvere di latte istantaneizzata,  la base di nuovi prodotti reidratabili in acqua o latte freddo. Questo procedimento fece aumentare la superficie del prodotto polverizzato, per mezzo della polvere di latte essiccata a spruzzo;
- liofilizzazione - La prima liofilizzazione fu in una industria farmaceutica;  un'applicazione del processo su larga scala industriale fu lo sviluppo della liofilizzazione in continuo del caffè;
- processi ad alta temperatura e tempi brevi (HTST) -  sono caratterizzati da rapidi riscaldamenti e rapidi raffreddamenti, con il mantenimento per un tempo breve ad una temperatura relativamente alta, il confezionamento avviene con contenitori sterili;
- decaffeinizzazione di caffè e tè - Caffè e tè decaffeinati furono sviluppati su base commerciale in Europa intorno al 1900. Il procedimento avviene nei grani di caffè verde che vengono trattati con vapore fino al 20% di umidità. L'acqua aggiunta ed il calore fanno separare la caffeina che dal grano migra alla sua superficie. Quindi vengono usati solventi per rimuovere la caffeina. Negli anni ottanta del Novecento sono state introdotte nuove tecniche con solventi non-organici per la decaffeinizzazione di caffè e tè. Anidride carbonica a condizioni supercritiche costituisce una di queste nuove tecnologie. Il brevetto fu rilasciato alla General Foods Corp. per procedimento di decaffeinizzazione con CO2.

## Startupbootcamp FoodTech
Startupbootcamp è un gruppo di acceleratori internazionali di startup (ad oggi, 14 acceleratori), ciascuno dei quali opera in un settore specifico: e-commerce, assicurazioni, IoT ecc, da un lato coinvolgendo le grandi aziende, dall'altro assumendo imprenditori, facendo così, proliferare idee innovative da tutto il mondo.
Il settore su cui si è scelto di investire in Italia è quello del food, anzi del FoodTech. L'apertura a Roma di Startupbootcamp FoodTech, primo acceleratore verticale sul mercato del food e uno dei più grandi acceleratori globali dell'agritech, è una grande opportunità per l'Italia.
Promotore di questo progetto è il CEO Peter Kruger, nel cui programma sottolinea l'esigenza di una squadra di mentor d'eccezione, mentor che hanno un ruolo decisivo nel cursus honorum di un imprenditore e nella crescita di una startup.
Il programma delle startup del Foodtech accelerate a Roma da Startupbootcamp FoodTech, presentato agli investitori nel corso del primo Demo day 2018, consta di punti di grande attualità, quali: Intelligenza artificiale, analytics, ma soprattutto, per l’Italia, “alimenti nuovi”.